# 不伦瑞克自由州
不伦瑞克自由州（德語：Freistaat Braunschweig）是魏瑪共和國的行政區劃之一。不伦瑞克自由州的前身是不伦瑞克公国。在1918年革命之後，該公國廢除了君主制度。自由邦的首府是不伦瑞克。1933年國家社會主義德國工人黨（納粹黨）上台之後，不伦瑞克自由邦實際上被架空，大區成為實際上的地方行政單位。